# Frederick Scott Archer
Pour les articles homonymes, voir Scott et Archer.

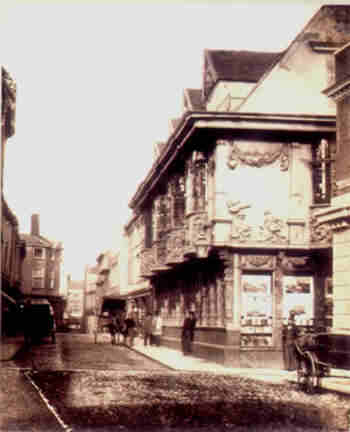

Frederick Scott Archer (1813-1857) est un photographe britannique né à Bishop's Stortford dans le comté d'Hertfordshire, inventeur du procédé photographique appelé collodion humide.

## Biographie
Scott Archer est le fils d'un boucher du Hertford. Il part pour Londres comme apprenti d'un orfèvre. Devenu finalement sculpteur, il fait de la réclame pour sa production grâce à des clichés peu onéreux, les calotypes. 
Toutefois, insatisfait par la mauvaise définition et le faible contraste du calotype, et du temps de pose nécessaire pour les obtenir, Scott Archer invente le procédé de négatif au collodion en 1848 et en publie le détail dans The Chemist en mars 1851 : cette technique permet aux photographes de bénéficier de la finesse de grain du daguerréotype tout en effectuant de multiples tirages du calotype original. Il renonça à breveter cette invention, voulant en faire don à l'Humanité ; il se prive toutefois par là d'une ressource essentielle, et meurt dans la misère. Une notice funéraire le décrit comme « un gentleman très effacé, en mauvaise santé. »
Archer est inhumé au Kensal Green Cemetery de Londres, division W10. Après sa disparition, sa famille bénéficie d'une souscription publique qui rapporta 747 £, ainsi que d'une modeste pension qui permet aux trois enfants de subsister après la mort de leur mère.

## Collections
La Royal Photographic Society possède une collection de photographies de Scott Archer, dont quelques-unes sont exposées au Victoria and Albert Museum.